# Whitegate (ort i Irland, An Clár)
Whitegate (iriska: An Geata Bán) är en ort i republiken Irland. Den ligger i grevskapet An Clár och provinsen Munster, i den centrala delen av landet. Whitegate ligger 43 meter över havet och antalet invånare är 176. Den ligger nära sjön Lough Derg.
Terrängen runt Whitegate är platt österut, men västerut är den kuperad. Trakten runt Whitegate består i huvudsak av jordbruksmark och lite skog.